# ديمتري بوريسوف (لاعب كرة قدم)
ديمتري بوريسوف (8 نوفمبر 1996 - ) هو لاعب كرة قدم روسي في مركز الوسط. لعب مع سوكول ساراتوف ‏.

## وصلات خارجية
- ديمتري بوريسوف (لاعب كرة قدم) على موقع قاعدة بيانات كرة القدم.إي يو (الإنجليزية)